# Nouvelle église de Pieksämäki
La nouvelle église de Pieksämäki  (en finnois : Pieksämäen uusi kirkko) est une église luthérienne située 31, rue Keskuskatu à  Pieksämäki en Finlande.

## Histoire
L'église, conçue par le cabinet Störm & Tuomisto,  est construite en 1968 et agrandie en 1986.
Elle peut accueillir 420 personnes.
Le retable sculpté par Gunnar Uotila représente le sermon sur la montagne.